# Pablo González Saldaña
Pablo González Saldaña (* 1915 in El Salto, Jalisco; † 13. Januar 1994 in Guadalajara, Jalisco), auch bekannt unter den Spitznamen Pablotas und El Paquidermo, war ein mexikanischer Fußballspieler auf der Position eines Stürmers.

## Laufbahn

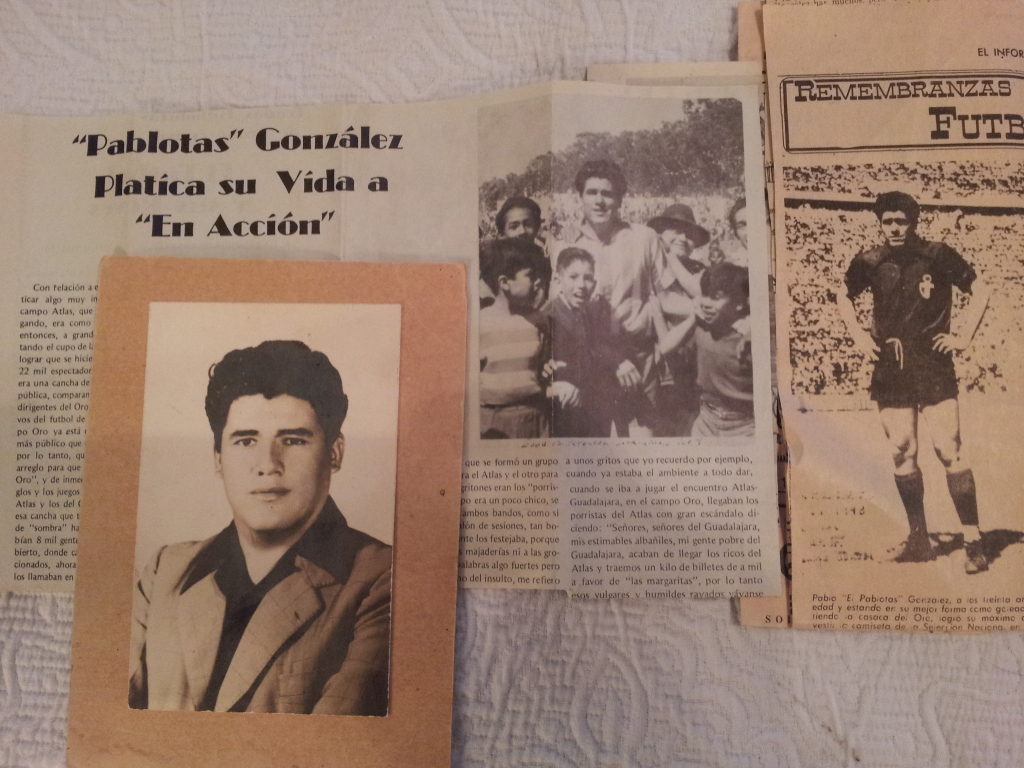
Presseberichte über Pablo González Saldaña

González begann seine Laufbahn bei seinem Heimatverein Club Deportivo Corona und wurde in einem Spiel der Liga Amateur de Jalisco von einem Talentscout des Club Deportivo Marte entdeckt. Dieser holte ihn nach Mexiko-Stadt, wo González in den Spielzeiten 1938/39 und 1939/40 in der Hauptstadtliga spielte.
1940 kehrte er in seine Heimatstadt El Salto zurück, wo er auf Vereinsebene für den Club Deportivo Río Grande in der Liga Amateur de Jalisco und ebenso für die Selección Jalisco in der seinerzeit noch offiziell auf Amateurbasis betriebenen Liga Mayor, der stärksten und attraktivsten Liga des Landes, spielte. In dieser gelangen ihm in den drei Spielzeiten von 1940 bis 1943 für die Auswahlmannschaft von Jalisco 21 Tore; darunter zwei Dreierpacks in den Spielen gegen den Club América (1941/42) und den Club Asturias (1942/43).
Als mit Beginn der Saison 1943/44 der Profifußball eingeführt wurde,  wechselte González zum Club Deportivo Guadalajara, für den er in seinen ersten beiden Spielzeiten jeweils 16 Tore in der Punktspielrunde erzielte. Besondere Begegnungen waren dabei der Clásico Tapatío am 5. Dezember 1943 gegen den Stadtrivalen Club Atlas, in dem González mit seinen drei Treffern wesentlichen Anteil am 7:3-Erfolg seiner Mannschaft hatte. In derselben Saison steuerte er in einem Spiel am 13. Februar 1944 gegen den Club Deportivo Veracuz sogar vier Treffer zum 5:1-Erfolg seiner Mannschaft bei. In besonderer Erinnerung blieb Pablotas aber vor allem, weil er im Spiel beim CF Atlante am 21. Oktober 1943 die beiden ersten Treffer für den Club Guadalajara in der mexikanischen Profiliga erzielte. Die Auftaktbegegnung der Mannschaft aus Guadalajara endete mit einem 4:1-Erfolg.
Sein torreichstes Spiel absolvierte González wenige Monate später in einem am 4. Juni 1944 ausgetragenen Spiel der Copa México, das 8:2 gegen den Club León gewonnen wurde. In diesem einseitigen Pokalspiel gelangen ihm sechs Treffer und gleich in den ersten acht Minuten ein lupenreiner Hattrick zur frühen 3:0-Führung seiner Mannschaft. Bereits zur Halbzeit, in der sein Verein mit 6:1 in Führung lag, hatte González fünf Tore erzielt.
In der Saison 1945/46 gelang ihm noch einmal ein Dreierpack gegen den Club América, der sich später zum Erzrivalen des Club Deportivo Guadalajara entwickeln sollte. Ansonsten erzielte er in dieser und der nächsten Saison allerdings nur insgesamt 14 Tore und somit nicht halb so viel wie in den beiden Jahren zuvor, als er 32 Mal erfolgreich war.
Im Sommer 1947 wechselte González zum Stadtrivalen Club Deportivo Oro, für den er in der Saison 1947/48 „stark wie noch nie“ war und insgesamt 23 Treffer erzielte, durch die er Oro beinahe zum Meister geschossen hätte. Doch am Saisonende zählte bei Punktgleichheit weder das Torverhältnis (das den Club León vorne gesehen hätte) noch der direkte Vergleich (den Oro gewonnen hatte), so dass ein Entscheidungsspiel erforderlich war, das der Club León (im zweiten Versuch) zu seinen Gunsten entschied. Den direkten Vergleich hatte der Club Oro deutlich für sich entschieden und jeweils die Hälfte der Tore (4:0 in der Hinrunde und 2:0 in der Rückrunde) gingen auf das Konto von González, der seine Laufbahn in der folgenden Saison 1948/49 (mit neun Treffern) beim Club Deportivo Oro beendete.
Anschließend kehrte El Paquidermo in seinen Heimatort El Salto zurück, wo er bis zum Renteneintritt in einer Textilfabrik arbeitete. Er starb 1994 an Knochenkrebs.

## Weitere Quellennachweise
Die Vereinszugehörigkeiten und Tore in den Spielzeiten 1939/40 bis 1948/49 der Liga Mayor sind den  Saisonartikeln bei RSSSF entnommen. Die übrigen Daten stammen mangels anderer verfügbarer Quellen aus dem Artikel der spanischsprachigen Wikipedia über Pablo González Saldaña (Button links), der unter anderem auf im deutschsprachigen Raum nicht vorliegenden Presseberichten basiert (vgl. Foto).